# Велика Пожарня
Вели́ка Пожарня — село в Україні, у Зіньківській міській громаді Полтавського району Полтавської області. Населення становить 136 осіб.

## Географія
Село Велика Пожарня знаходиться за 2 км від правого берега річки Грунь. Примикає до села Дубівка, за 0,5 км розташовані села Кілочки та Хмарівка, за 6 км — місто Зіньків.

## Населення

### Мова
Розподіл населення за рідною мовою за даними перепису 2001 року:
| Мова            | Кількість | Відсоток |
| --------------- | --------- | -------- |
| українська      | 134       | 98.55%   |
| російська       | 1         | 0.74%    |
| інші/не вказали | 1         | 0.74%    |
| Усього          | 136       | 100%     |

## Історія
Засноване як  Посяды.
У Національній книзі пам'яті жертв Голодомору 1932—1933 років в Україні перелічено 20 жителів села, що загинули від голоду.
12 червня 2020 року, відповідно до розпорядження Кабінету Міністрів України № 721-р «Про визначення адміністративних центрів та затвердження територій територіальних громад Полтавської області», село увійшло до складу Зіньківської міської громади.
19 липня 2020 року, в результаті адміністративно - територіальної реформи та ліквідації Зіньківського району, село увійшло до складу новоутвореного Полтавського району Полтавської області.